# Mask (Bauhaus-Album)
Mask ist das zweite Studioalbum der englischen Post-Punk-Band Bauhaus.

## Hintergrund
Mask wurde am 16. Oktober 1981 veröffentlicht bei Bauhaus' neuer Plattenfirma Beggars Banquet. Vorangegangen waren die Singles Kick in the Eye (März 1981) sowie The Passion of Lovers (Juli 1981). Kick in the Eye erschien zudem im Februar 1982 auf einer EP namens Kick in the Eye (Searching for Satori E.P.). Die darauf befindlichen Stücke sowie die B-Seiten der beiden Singles befinden sich als Bonusstücke auf der CD-Wiederveröffentlichung von 1988.
Das Plattencover ist eine Zeichnung des Gitarristen und Saxophonisten Daniel Ash, die sich über Vorder- und Rückseite erstreckt: Vier karikierte Gesichter in schwarz-weiß, die Schweißtropfen vergießen unter einer gelben Sonne, dem einzigen Farbelement neben dem ebenfalls gelben Bandnamen. Die halb geduckte Figur mit Fühlern ist das erste Auftauchen einer bienenartigen, Bubbleman genannten Figur, die in der Folge häufiger als wiederkehrendes stilistisches Element diente, wie etwa auf der Innenhülle des späteren Bauhaus-Albums Burning from the Inside und insbesondere für die Bauhaus-Nachfolgeband Love and Rockets und deren einmaligem Sideproject The Bubblemen.
Für das Titelstück Mask wurde ein Musikvideo produziert in einer verfallenen, kurz vor dem Abriss stehenden Schuhfabrik in Northampton, in die die Band nachts einbrach für die Dreharbeiten, obgleich dem Gebäude direkt gegenüber eine Polizeistation war – „sehr gefährlich“, wie David J. später in einem Interview befand, in dem er das Video an sich bezeichnet als „sehr stark beeinflusst durch den Deutschen Expressionismus“. Bei den Dreharbeiten entstanden zudem die Fotos für das Innersleeve der Albumhülle durch Chris Garnham, der in der Folge zahlreiche weitere Künstler des aufkommenden Gothic-Genres für deren Albencover fotografierte wie The Lords of the New Church, This Mortal Coil, Gene Loves Jezebel, Dead Can Dance und zahlreiche andere.

## Rezeption und Stil
Die Musik wird dem im Post-Punk-Umfeld entstandenen Urstil des Gothic Rock zugerechnet, welcher in der zweiten Hälfte der 1990er Jahre als Gothic Punk bekannt und rückwirkend auch zuvor erschienenen Veröffentlichungen zugeschrieben wurde.
Das Vorgänger-Album In the Flat Field wird von vielen Kritikern als erstes Album des Genres angesehen. Auf Mask erweiterte die Gruppe ihren Sound um neue Elemente wie akustische Gitarren bei Passion of Lovers sowie Saxophon bei Dancing und In Fear of Fear.
In einer retrospektiven Kritik nennt Ned Raggett von Allmusic das Album „wohl noch besser als das makellose Debüt“. Die Energie sei „nicht bloß Angst und Verzweiflung“, vielmehr hätten Songs wie Kick in the Eye und In Fear of Fear ebenso viel Hüftschwung-Groove und optimistischen Schwung als auch unheilverkündende Düsternis.
Auf Trouser Press wurde das Album als Bauhaus' „bedeutendste Leistung“ bezeichnet, ein „dichtes, unzusammenhängendes Flickwerk aus Klängen und unsicheren Gefühlen, unterstützt durch einen unter Druck gesetzten, unaufhörlichen Beat“. Es erschließe „eine Vielfalt von Stilen, in die Anflüge von Heavy Metal verarbeitet sind mit funkigen Blechblasinstrumenten und Tangerine-Dream-artiger Elektronik als organischem Ganzen“. Die Texte seien „nach wie vor bedeutsam“, aber beinhalteten „gelegentliche humoristische Spitzen und enthüllen eine zusehends romantische Seite“.
Classic Rock-Rezensent Jonathan Selzer merkte an, Bauhaus schafften es „weiter ausgedehnt und weniger zurückgezogen zu klingen, ohne ihre strenge Aura einzubüßen“, wodurch die Gruppe „eine neuentdeckte Zugänglichkeit“ erlange.
Mask wurde aufgenommen in die Anthologie 1001 Albums You Must Hear Before You Die. Darin heißt es, Mask sei „wohl leichter zugänglich als sein Vorgänger“, ein „bizarres, aber lohnendes Album“.

## Vermächtnis und Versionen der Lieder
Mehrere Lieder auf Mask zählen heute zu Klassikern der Band, die regelmäßig live gespielt wurden. Aufnahmen von „Kick In The Eye“, „Hollow Hills“  und „In Fear Of Fear“ befinden sich auf den drei Live-Alben der Band Press the Eject and Give Me the Tape, Rest in Peace: The Final Concert und Gotham. Eine Session-Aufnahme von „In Fear Of Fear“ erschien auf der Kompilation Swing the Heartache: The BBC Sessions. Auf Press the Eject and Give Me the Tape spielt die Gruppe den Song „The Man With The X-Ray Eyes“ in einer extrem langsamen, geradezu doomigen Version.
Die Band Faith and the Muse interpretierte „Hollow Hills“ auf dem 1996 veröffentlichten Tributealbum The Passion Of Covers - A Tribute To Bauhaus.

## Titelliste
A-Seite
1. Hair Of The Dog – 2:43
2. Passion Of Lovers – 3:53
3. Of Lillies And Remains – 3:18
4. Dancing – 2:29
5. Hollow Hills – 4:47

B-Seite
1. Kick In The Eye 2 – 3:39
2. In Fear Of Fear – 2:58
3. Muscle In Plastic – 2:51
4. The Man With The X-Ray Eyes – 3:05
5. Mask – 4:36

CD-Wiederveröffentlichung
1. Hair Of The Dog – 2:43
2. Passion Of Lovers – 3:53
3. Of Lillies And Remains – 3:18
4. Dancing – 2:29
5. Hollow Hills – 4:47
6. Kick In The Eye 2 – 3:39
7. In Fear Of Fear – 2:58
8. Muscle In Plastic – 2:51
9. The Man With The X-Ray Eyes – 3:05
10. Mask – 4:36
11. In Fear Of Dub – 2:55 (von der Kick in the Eye (Searching for Satori E.P.))
12. Ear Wax – 3:15 (von der Kick in the Eye (Searching for Satori E.P.))
13. Harry – 2:47 (von der Kick in the Eye (Searching for Satori E.P.))
14. 1. David Jay 2. Peter Murphy 3. Kevin Haskins 4. Daniel Ash – 6:37 (von der The Passion of Lovers-Single)
15. Satori – 4:36 (von der Kick in the Eye-Single)

## Besetzung
- Peter Murphy – Gesang, Gitarre, Produktion
- Daniel Ash – Gitarre, Saxophon, Produktion & Albumcover-Zeichnung
- David J – Bass, Gesang, Produktion,
- Kevin Haskins – Schlagzeug, Keyboard, Produktion

Technik
- John Etchells, Kenny Jones, Mike Hedges – Toningenieure